# سفتن، نیو ساوت ولز
سفتن (به انگلیسی: Sefton) یک حومه شهر در استرالیا است که در نیو ساوت ولز واقع شده‌است.